# Suchoi Su-33
Die Suchoi Su-33 (russisch Сухой Су-33, NATO-Codename: Flanker-D) ist eine Variante des Luftüberlegenheitsjägers Suchoi Su-27, der speziell für den Einsatz auf Flugzeugträgern ausgelegt wurde.

## Geschichte
Die Entwicklung begann bereits 1971 in der damaligen Sowjetunion. Innerhalb von zehn Jahren wurden im OKB Suchoi drei Varianten des Flugzeuges entwickelt, die für den Einsatz auf Flugzeugträgern (Projekte 1160 und 1153) geplant waren. Diese Projekte sahen den Einsatz eines Katapultes beim Start und eines Fangseils bei der Landung vor.
Ab 1982 wurden die Arbeiten an einer trägergestützten Version der Su-27 fortgesetzt, die für den Einsatz auf den Flugzeugträgern des Projekts 1143.5, der heutigen Admiral Kusnezow (ex. Tbilissi) und der heutigen chinesischen Liaoning (ex. Warjag, ex. Riga), vorgesehen war. Für diese beiden Flugzeugträger wurde anstatt von Katapulten ein Ski-Jump-Deck vorgesehen.
Für Testzwecke wurden bei den OKBs Suchoi und Mikojan-Gurewitsch Flugzeuge als „fliegende Laboratorien“ (LL) (russ.: летающие лаборатории, ЛЛ) genutzt. Suchoi baute ein solches als T-10-3 bezeichnetes Testflugzeug, mit dem in den Jahren 1982–1983 die ersten Versuche am Boden zum Start von einem Ski-Jump-Deck und Landen mit Hilfe von Fanghaken und Seil durchgeführt wurden. Der erste Start von einem Ski-Jump-Deck fand dabei am 28. August 1982 statt. 1984 wurde ein weiteres Testflugzeug gebaut: die T-10-25. Diese Maschine landete am 30. August 1984 bzw. startete am 3. September 1984 zum ersten Mal vom neuen Ski-Jump „nach Schiffsart“.
1986 bis 1987 wurden zwei Prototypen der Su-27K (interne Bezeichnungen: T-10K-1 und T-10K-2) gebaut. Der erste Start erfolgte am 17. August 1987 durch Wiktor Pugatschow mit der T-10K-1. Am 1. November 1989 folgte die erste Landung mit der T-10K-2 auf dem Flugzeugträger Tbilisi (heute: Admiral Kusnezow), ebenfalls durch Pugatschow.
Ab 1989 begann der Bau einer kleinen Serie von Su-27K im Betrieb Komsomolsk-na-Amurje (Комсомольск-на-Амуре). Die erste Serienmaschine flog bereits am 17. Februar 1990.

Die staatlichen Tests wurden in den Jahren 1991 bis 1994 durchgeführt. Im April 1993 wurden die ersten Exemplare des trägergestützten Jägers an die Piloten des 279. OKIAP (Selbstständiges bordgestütztes Jagdfliegerregiment) der Nordflotte übergeben. Im August 1994 befanden sich 24 Serienmaschinen im Bestand der Einheit.
Am 31. Oktober 1998 wurde die Su-27K auf Verordnung des Präsidenten in die Streitkräfte der Russischen Föderation unter der Bezeichnung Su-33 aufgenommen.
Da die Verhandlungen mit der Volksrepublik China über einen Export scheiterten und die indische Marine für ihren Flugzeugträger Vikramaditya MiG-29K-Flugzeuge verwendet, wurde 2009 beschlossen, die Su-33 aus Kostengründen außer Dienst zu stellen. Zwar befindet sich die Su-33 (Stand Juni 2015) auf der technischen Höhe der Zeit, doch durch die geringe Stückzahl von 24 Flugzeugen erweist es sich als ineffizient, die Su-33 weiterhin in Betrieb zu halten und die für die Wartungsarbeiten erforderlichen Ersatzteile zu produzieren.
Im Jahr 2017 wurde schließlich beschlossen, die Su-33-Flotte doch zu modernisieren. Hierbei stand die Einrüstung neuer Navigationssysteme einschließlich Radar sowie von Geräten für Elektronische Gegenmaßnahmen und auch die Verwendung neuer Waffen im Vordergrund. Gemäß russischen Angaben entsprechen die modernisierten Flugzeuge dem Stand der Su-27SM bzw. der Su-30SM. Bis zum Jahr 2019 wurden 20 Su-33 auf diesen Stand modernisiert.

## Einsatz
Die bisher einzigen Kampfeinsätze der Su-33 erfolgten im Rahmen des russischen Militäreinsatzes in Syrien. Im Oktober 2016 lief die Admiral Kusnezow mit den Trägerflugzeugen MiG-29K und Su-33 von Seweromorsk nach Tartus aus. Vor der syrischen Küste angekommen, flogen die Kampfflugzeuge des Trägers Angriffe gegen Bodenziele in Syrien. Nachdem eine MiG-29K und eine Su-33 bei Lande- und Startmanövern in der Nähe des Trägers abstürzten, wurden die trägergestützten Kampfflugzeuge für weitere Einsätze auf den Militärflugplatz Hmeimim überführt. Während des zweimonatigen Einsatzes sollen von den MiG-29 und Su-33 420 Angriffe auf Ziele in Syrien geflogen worden sein.

## Technische Daten
| Kenngröße                | Daten |
| ------------------------ | --- |
| Besatzung                | 1 |
| Länge                    | 21,19 m |
| Spannweite               | - 14,70 m - 7,40 m (hochgeklappt)                                                                                 |
| Flügelfläche             | 67,84 m² |
| Flügelstreckung          | 3,48 |

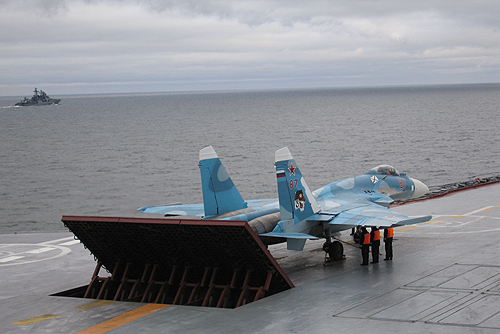
Su-33 beim Start von der Admiral Kusnezow

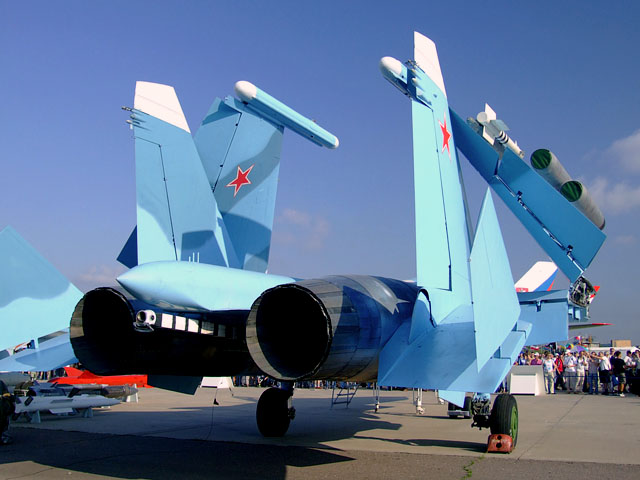
Su-33 auf der MAKS 2007

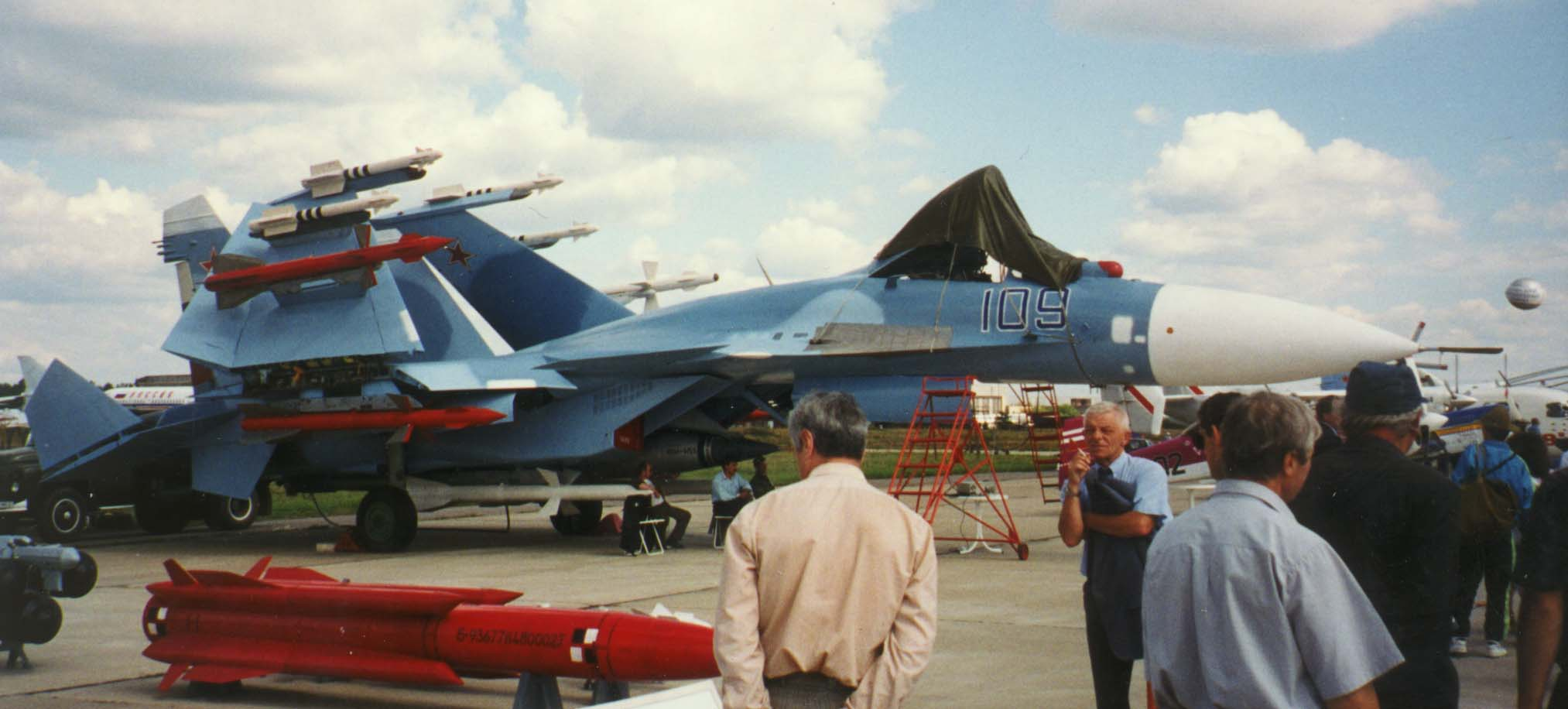
Su-33 von der Seite

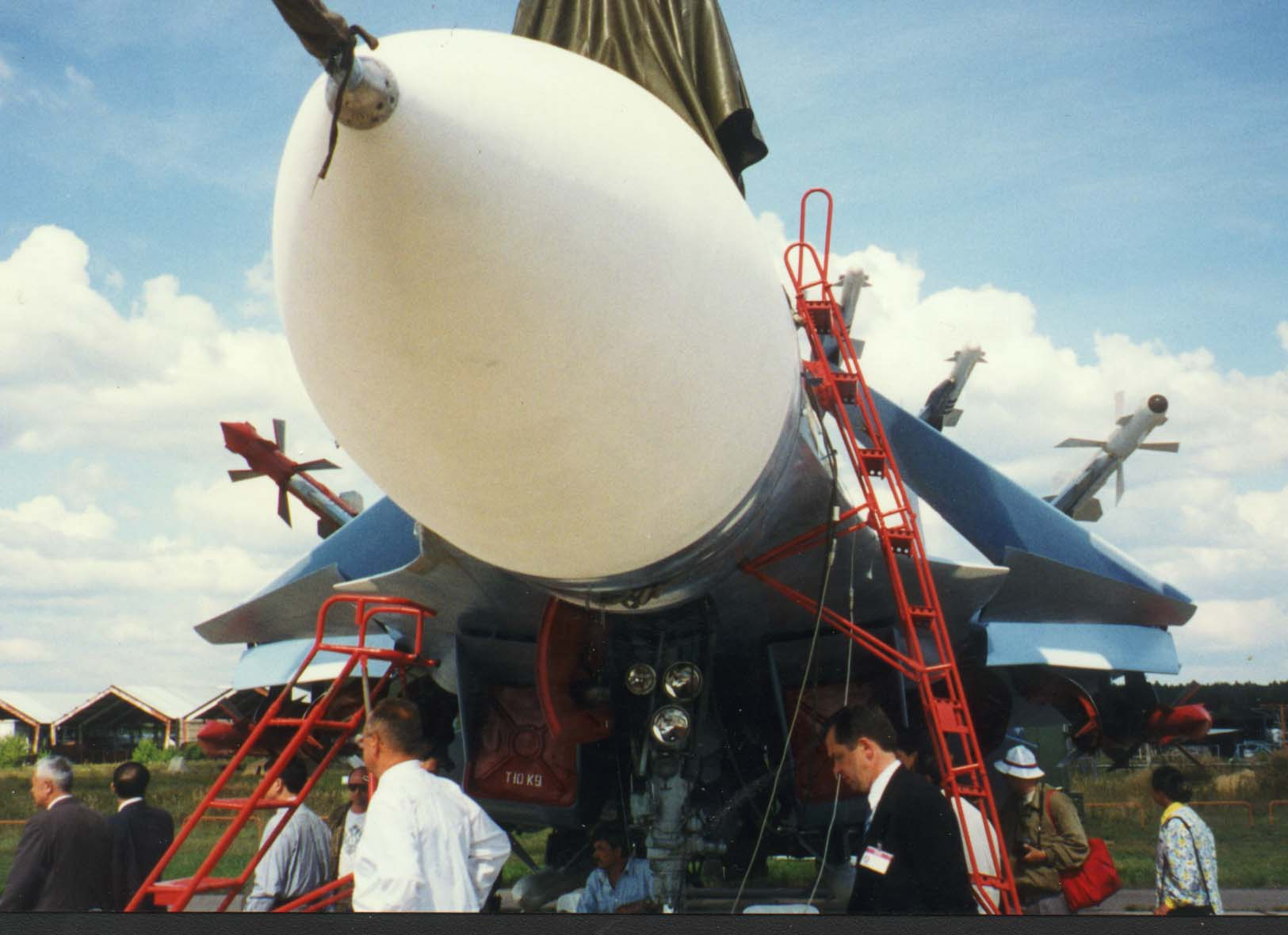
Su-33 von vorne gesehen

| Tragflächenbelastung     | - minimal (Leermasse): 297 kg/m² - nominal (normale Startmasse): 483 kg/m² - maximal (max. Startmasse): 532 kg/m² |
| Höhe                     | 5,93 m |
| Leermasse                | 18.400 kg |
| normale Startmasse       | 29.940 kg |
| max. Startmasse          | 33.000 kg |
| Höchstgeschwindigkeit    | - 2.300 km/h bzw. Mach 2,17 (auf 10 km) - 1.396 km/h bzw. Mach 1,14 (auf Meereshöhe)                              |
| Landegeschwindigkeit     | 240 km/h |
| Dienstgipfelhöhe         | ca. 17.000 m |
| Steigrate                | 230 m/s |
| max. Reichweite          | ca. 3.000 km |
| Startstrecke             | 100–195 m (mit Ski-Jump)                                                                                          |
| Landestrecke             | 90 m (abgefangen)                                                                                                 |
| Triebwerke               | zwei Saturn/Ljulka AL-31F-Mantelstromtriebwerke                                                                   |
| Schubkraft               | - mit Nachbrenner: 122,58 kN - ohne Nachbrenner: 74,50 kN                                                         |
| Schub-Gewicht-Verhältnis | - maximal (Leermasse): 1,36 - nominal (normale Startmasse): 0,83 - minimal (max. Startmasse): 0,76                |

## Su-33 KUB
Unter der Bezeichnung SU-27KU begann das Projekt eines zweisitzigen Trainingsflugzeugs; wie bei der Su-27K wurde die Bezeichnung später zu Su-33 geändert. Aufgrund der Erfahrungen des Konstruktionsbüros Suchoi mit der T-10U-2, einer modifizierten Su-27UB, mit der Rampenstarts und Fanghakenlandungen in Saki erprobt wurden, wurde die Tandemanordnung von Flugschüler und Fluglehrer für ein Trainingsflugzeug für Trägerlandungen als nicht befriedigend erachtet. Bei einer Tandemanordnung hat der Fluglehrer im Endanflug auf das Trägerdeck keine genügende Sicht auf dieses. Aufgrund des Höhenunterschieds der Sitzanordnung stimmt zudem der Sichtwinkel für den visuellen Gleitpfadmarkierer des Flugzeugträgers für den Fluglehrer nicht mehr. Daher beschloss Suchoi, Baugruppen der laufenden Entwicklung der Su-34 zu nutzen und beschloss, für die Su-33KUB die Sitze nebeneinander anzuordnen. Der Su-27K-Prototyp T-10K-4 (blaue 59) wurde daher zur Su-27KUB (T-10KUB-1) umgebaut. Auch eine dynamische Belastungszelle wurde gebaut (T-10KUB-0). Abgesehen vom neu konstruierten Vorderrumpf unterscheidet sich die Su-27KUB/Su-33KUB vom Einsitzer in den folgenden Punkten: durch die Verbreiterung des Cockpits und des aerodynamischen Übergangs dahinter wurde das Fassungsvermögen des ersten Rumpftanks erheblich vergrößert. Die Flügelspannweite wurde vergrößert, so dass die schwerere Su-33KUB dieselben Start- und Landegeschwindigkeiten einhalten konnte wie die Su-33. Das Nasenklappen-, Querruder- und Landeklappensystem der Su-33KUB wurde optimiert. Die Scharniere zum Hochklappen der Flügel befinden sich nun weiter außen. Mit hochgeklappten Flügeln ist die Spannweite der Flügel gleich groß der Spannweite der Höhenruder; daher wurde bei der Su-33KUB auf hochklappbare Höhenruder verzichtet. Die Su-33KUB verfügt über Schubvektorsteuerung. Wie bei der Su-34 erfolgt der Einstieg ins Cockpit durch den Bugfahrwerksschacht. Diese Art des Einstiegs erwies sich jedoch als zu umständlich, wenn die Besatzung die Schutzkleidung für eine Notwasserung trug. Daher wurde für den zweiten Prototyp bereits der Einstieg konventionell durch eine sich öffnende einteilige Cockpithaube vorgesehen (vergleichbar mit der eines Hawker-Hunter-Trainers).
Mit der Su-33KUB wurden diverse Flüge durchgeführt. Da aber kein Erfolg auf einen etwaigen Export nach Indien oder China ersichtlich ist und die russische Marine in Zukunft wohl auf die MiG-29K setzt, wurde das Su-33KUB Programm eingestellt. Der erste Prototyp wurde eingelagert und der zweite Prototyp (T-10KUB-2) wurde nicht fertiggestellt.
Die Su-33KUB war nicht nur ein Trainingsflugzeug, sondern ein voll kampffähiges Flugzeug für den Einsatz als Jäger, Erdkampfflugzeug, Aufklärer und als Tankflugzeug.
Auch eine Version mit einem eingebauten Schlauchtrichter war vorgesehen; damit wäre es möglich gewesen, nebst zwei 2000-l-Zusatztanks unter den Flügeln anstelle des UPAZ-Betankungsbehälters noch einen 3000-l-Zusatztank anzubringen. Damit hätte die Su-33KUB mehrere Su-33 betanken können.
Auch eine Ausführung mit drei Störbehältern als Gegenstück zur EA-18G Growler wurde vorgeschlagen.

## Bewaffnung
Festinstallierte Bewaffnung im Bug
1 × 30-mm-Maschinenkanone Grjasew-Schipunow GSch-301 (9A-4071K) mit bis zu 150 Schuss Munition
Waffenzuladung von 6.500 kg an 12 Unterflügel-Laststationen
Luft-Luft-Lenkwaffen
6 × R-27ER/EM/ET (AA-10C Alamo) – infrarot-/ radargesteuerte Mittelstrecken-Luft-Luft-Raketen
6 × R-27R/T (AA-10A/B Alamo) – infrarot-/ radargesteuerte Mittelstrecken-Luft-Luft-Raketen
6 × R-73E (AA-11 Archer) – infrarotgesteuerte Kurzstrecken-Luft-Luft-Raketen
Luft-Boden-Freifallbomben
2-6 × FAB-500M-54 (500-kg-Freifallbombe)
28 × FAB-250 (250-kg-Freifallbombe)
28 × FAB-100 (100-kg-Freifallbombe)
Ungelenkte Luft-Boden-Raketen
4 × B-8M1-Raketen-Startbehälter mit je 20 ungelenkten Luft-Boden-Raketen Typ S-8; Kaliber 80 mm
4 × B-13L-Raketen-Startbehälter mit je 5 ungelenkten Luft-Boden-Raketen S-13; 122 mm
4 × O-25-Raketen-Startbehälter mit je einer ungelenkten Luft-Boden-Rakete S-25; 340 mm
Externe Behälter an den Flügelenden
2 × Störbehälter KNIRTI L-175W „Chibiny“
Luftbetankungsbehälter
1 × Swesda UPAS-1 Sachalin
Externe Behälter nur bei Su-33KUB, geplanten Su-33KUB Versionen
- 1 × Funkdatenübertragungsbehälter Tekon/Elektron APK-9 als Relais der Lenksignale für die Ch-29, Ch-59 und KAB-500Kr
- 1 × UOMZ Sapsan (elektro-optischer Zielbeleuchtungsbehälter)
- 1 × Störbehälter KNIRTI SAP-14

### Avionik
Kommunikations- und Ortungselektronik sowie die Schnittstellen zu den getragenen Waffen sind auf Tag- und Nachteinsätze auf dem maritimen Kriegsschauplatz ausgerichtet.

### Selbstverteidigungssysteme
Täuschkörperdispenser: Zwischen den beiden Triebwerken sind im Hecksporn zwei größere Batterien APP-50A-Täuschkörperwerfer für 14 Blöcke zu je 3 × 50-mm-Täuschkörpern und mittig auf dem Wulst des Hecksporns ein Gorizont-APP-50MA-Täuschkörperwerfer (rechteckiger Behälter für je 12 × 50-mm-Hitzefackel-Täuschkörper) eingebaut. Insgesamt sind 96 Täuschkörperpatronen vorhanden.

## Nutzerstaaten
Aktueller Nutzer
- Russland: ab dem Januar 2018 befinden sich 17 Su-33 im Dienst der Marine.[11]

Ehemaliger Interessent
- Volksrepublik China: seit 2006 geführte Verhandlungen über den Verkauf von erst 50, dann später von nur zwei Maschinen und keinem Antrag für Lizenzfertigung an die Volksrepublik China scheiterten im März 2009 aus Sorge vor günstigen chinesischen Plagiaten für den Export. Russland will dies schon 2006 bei bereits ausgelieferten Su-27SK festgestellt haben.[12] Daraufhin kaufte China in der Ukraine den Su-27K-Prototypen T-10K-7 sowie die Bugsektion eines weiteren Su-27K-Prototypen. Mitte 2010 tauchten Bilder einer als J-15 bezeichneten chinesischen Maschine auf, die wie eine Kopie der Su-33 aussieht. Die chinesische Regierung meldete, dass der Prototyp am 6. Mai 2010 seinen ersten simulierten Rampenstart beim China Flight Test Establishment (CFTE) in Yanliang, Xi’an absolviert habe.[13]